# Enzo Cacciola

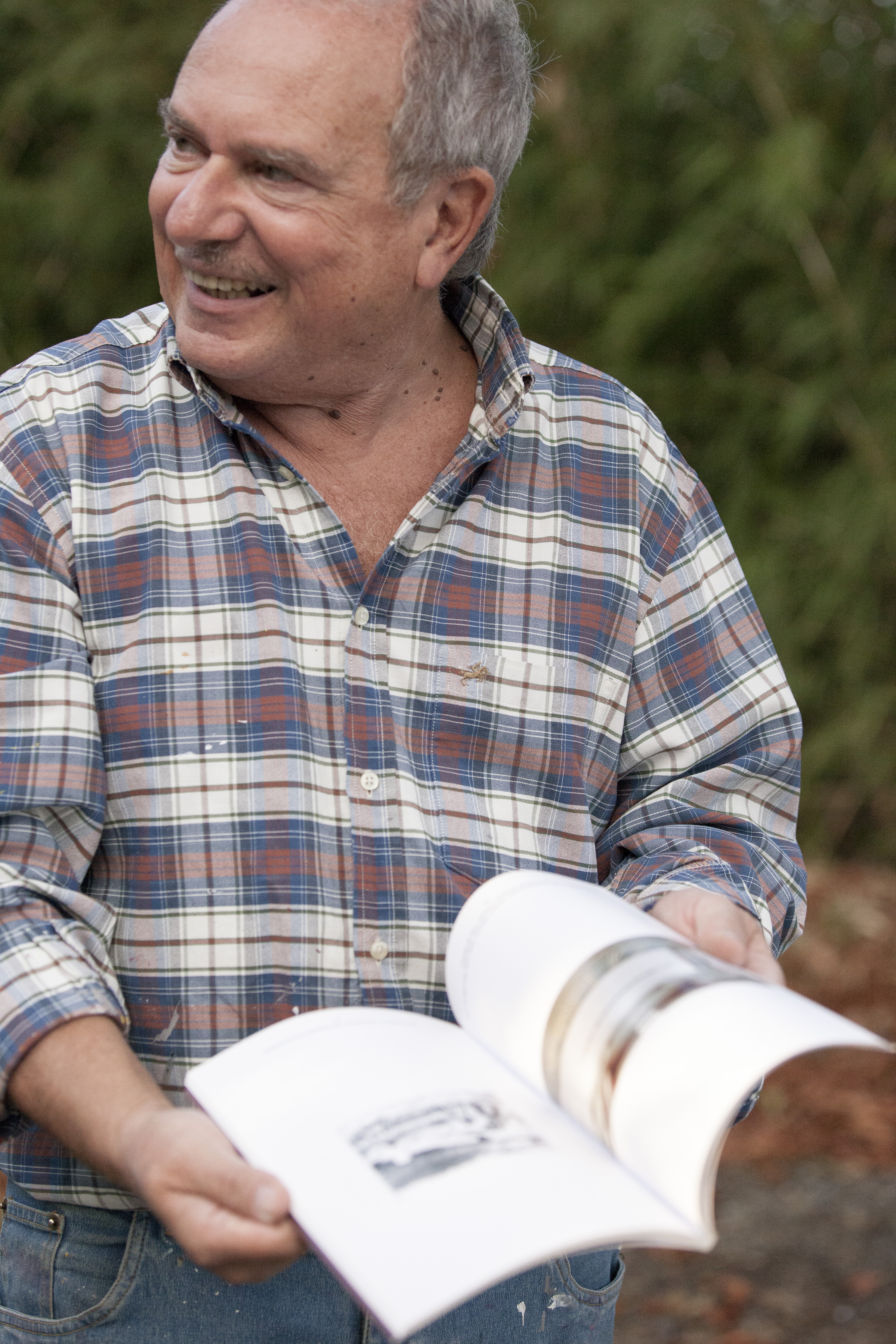
Enzo Cacciola

Enzo Cacciola (* 12. Dezember 1945 in Arenzano, Provinz Genua) ist ein italienischer Maler.

## Leben und Werk
Enzo Cacciola machte bis 1967 eine Ausbildung am Istituto Comprensivo Nicolò Barabino in Genua. Anschließend arbeitete er als Zeichenlehrer. Cacciolas Malereien werden als Analytische Malerei eingeordnet. Er lebt und arbeitet in Rocca Grimalda im Piemont. 

## Ausstellungen (Auswahl)
- 1975: Analytische Malerei Galerie La Bertesca, Düsseldorf
- 1977: documenta 6, Kassel
- 2011: Analytische Malerei–4 Protagonisten aus Italien, Enzo Cacciola, Claudio Olivieri, Pino Pinelli und Gianfranco Zappettini, Forum Kunst Rottweil, Rottweil